# Joaquim Escardó Salazar
Joaquim Escardó Salazar (Barcelona, 2 de enero de 1882-Barcelona, 22 de diciembre de 1957) fue un futbolista y periodista deportivo español que jugó como guardameta en el Club Español (ahora conocido como RCD Espanyol). Como jugador, ganó el Campeonato de Cataluña 1903-04, pero encontró mayor éxito profesional a través de su trabajo periodístico, siendo reportero de prensa de partidos para periódicos como Los Deportes, para quien publicó la que ahora se considera la foto más antigua de un equipo de fútbol en España.

## Biografía
Nacido en Barcelona, fue uno de los socios fundadores del Club Español de Fútbol en 1900. Luego se convirtió en uno de los primeros futbolistas del recién formado Club Español, jugando principalmente en el segundo y tercer equipo. En 1901 fue fundador, entrenador y jugador del Irish FC.
En la temporada 1903-04, ayudó al equipo B a ganar la segunda categoría, conocida como Copa Moritz, donde también actuó como delantero. Para el primer equipo, sin embargo, fue puesto bajo los postes, y junto con Ángel Ponz, Ángel Rodríguez Ruiz y Gustavo Green Córdoba, ayudó al Español a ganar la primera edición del campeonato catalán en 1903-04, antes de retirarse al final de la temporada.

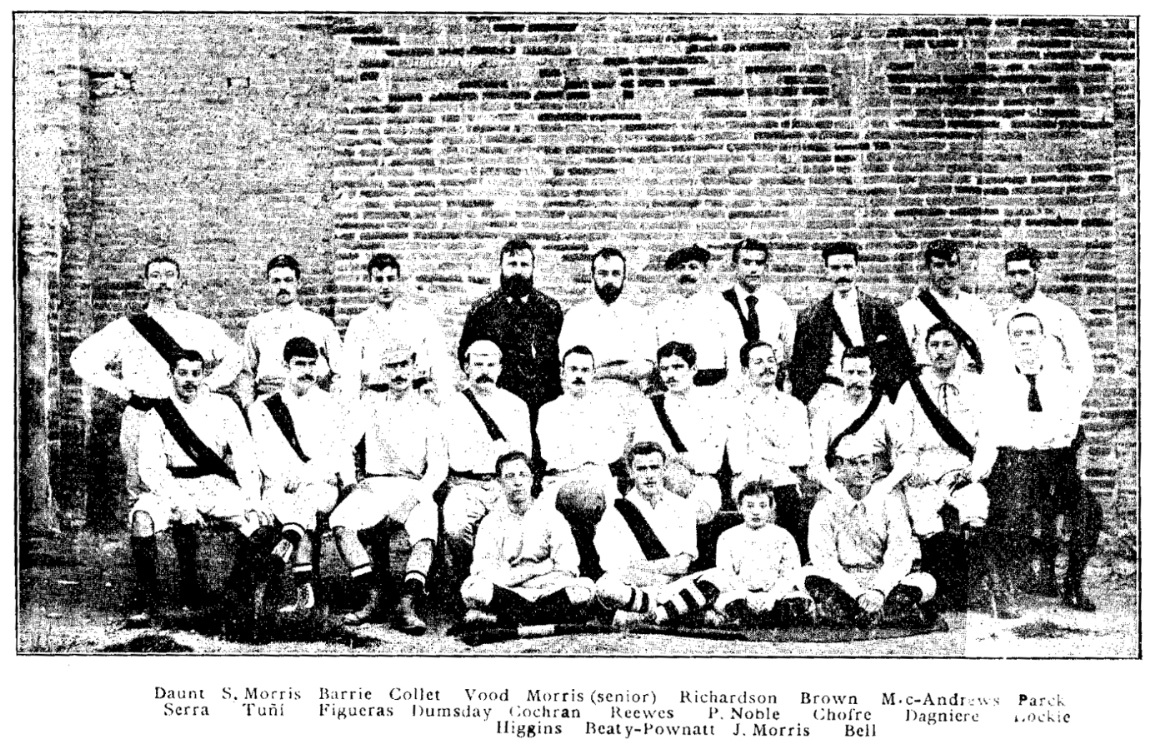
Los dos lados de la entonces existente Sociedad de Foot-ball de Barcelona. Fue tomada el 12 de marzo de 1893 y es la imagen más antigua de un equipo de fútbol en España.

También destacó como periodista, siendo reportero de prensa de partidos para diarios como Los Deportes. El 6 de enero de 1906,  publicó en Los Deportes un reportaje sobre el fútbol de la década de 1890 y especialmente sobre un partido disputado el 12 de marzo de 1893 entre dos equipos (Azules vs. Rojos) de la Sociedad de Foot-ball de Barcelona. En el artículo, incluso hay una foto de los 22 futbolistas que disputaron ese partido, además del árbitro y un joven que miraba desde la grada, Miguel Morris, el hermano menor de Samuel (de pie, segundo desde la izquierda) y Enrique/Henry (con boina). Escardó no lo fechó con exactitud («Los dos equipos de la entonces existente Sociedad de Foot-ball de Barcelona se formaron alrededor de los años 1892 a 1895…»), pero la coincidencia de los jugadores y el árbitro de la foto con las alineaciones de la crónica del partido sugiere que este grabado corresponde al partido disputado el 12 de marzo. Esta fotografía es considerada hoy en día como la fotografía más antigua de un equipo de fútbol en España. Además de los hermanos Morris, otras figuras notables en la foto incluyen al omnipresente James Reeves y los primeros catalanes que se sabe que jugaron al fútbol, como Alberto Serra, Tuñí, Chofre, Barrié y Figueras (miembros del Club Regats).

## Honores

### Clubes
Real Club Deportivo Espanyol
- Campeonato de Cataluña:
  - Ganadores (2) 1903–04